# Inchiostro ferrogallico

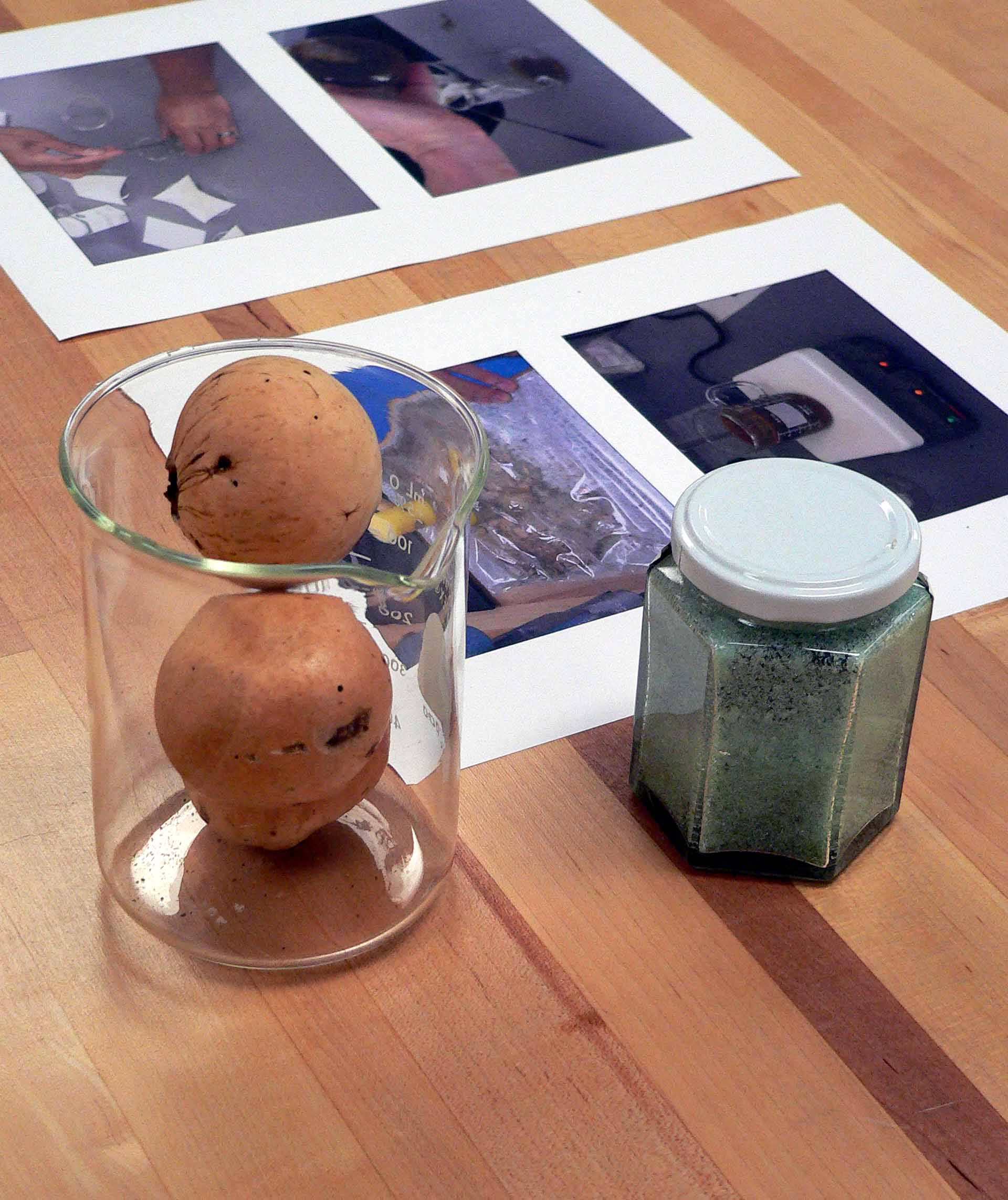

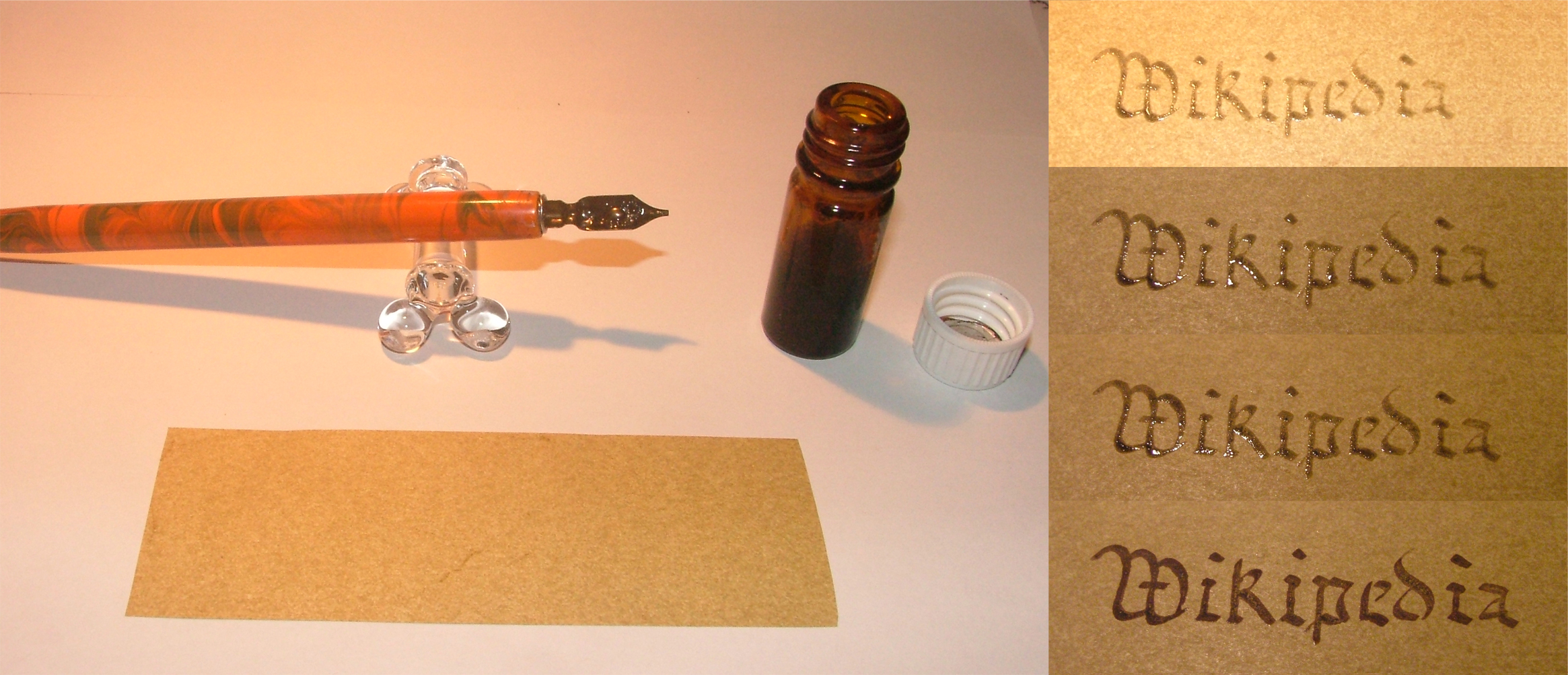

L'inchiostro ferrogallico è un tipo di inchiostro nero generalmente a base acquosa.
Quest'inchiostro penetra profondamente nelle fibre della carta, risultando quasi indelebile. Per la facilità di produzione ed il suo costo ridotto è stato utilizzato fino all'inizio del XX secolo.

## Preparazione e proprietà
La colorazione dell'inchiostro è dovuta al suo principale componente, il gallato di ferro, ottenuto dalla reazione di un generico tannino con un sale ferroso.
Quando la reazione avviene con le componenti di tannini e sale metallico nel rapporto molare di 4:1 tutto il ferro viene complessato dal tannino producendo così un inchiostro chimicamente stabile dove il gallato di ferro si comporta come un pigmento.
In queste condizioni tuttavia la reazione avviene con una certa lentezza ed occorre tempo perché la reazione si svolga completamente. Quindi se l'inchiostro era usato subito dopo la sua preparazione si comportava in realtà da colorante divenendo così indelebile. Inoltre, a quelle proporzioni occorreva qualche secondo di esposizione all'aria per ottenere la completa ossidazione (e relativo annerimento) del ferro nel composto.
Per questa ragione si tendeva ad aggiungere un eccesso di sale metallico che, se da una parte rendeva immediato l'annerimento dell'inchiostro, dall'altra parte rendeva instabile il composto facendogli acquistare spiccate proprietà ossidanti. 
Bisogna inoltre ricordare che mentre il colore dell'inchiostro si manteneva nero per periodi di svariati anni, in seguito, avvenuta l'ossidazione di tutto il ferro in eccesso del composto si verificava un viraggio di colore verso il marrone più o meno scuro.
Infine si accenna al fatto che le reazioni sopra descritte, sinergicamente alle proprietà acide dell'inchiostro ferrogallico possono portare anche al deterioramento della cellulosa  della carta del supporto.

## Storia ed impiego
Storicamente si otteneva mescolando, in varie proporzioni, un infuso di "galle", escrescenze ricche di tannini che si sviluppano su alcuni alberi (per esempio la gallozza della quercia), vetriolo verde (solfato ferroso) e gomma arabica (quest'ultima era usata come addensante per mantenere in sospensione il gallato di ferro).
Esistono cenni dell'utilizzo dell'inchiostro ferrogallico fin dall'età romana. Nel papiro di Leida e nel papiro di Stoccolma sono conservate le più antiche ricette greche per la sua preparazione. 
Nel Medioevo ebbe una grande diffusione anche se la prima ricetta latina nota è contenuta nel trattato di Teofilo. Il suo uso in Occidente fu quasi universale e infatti esistono moltissime ricette a partire dal XV secolo. 
L'inchiostro ferrogallico è stato utilizzato per la scrittura di un'enorme quantità di documenti manoscritti.
Nella sua formulazione a base acquosa è stato usato anche per la stampa di xilografie.

Con l'introduzione della stampa tipografica si ebbero problemi di applicazione in quanto, essendo a base acquosa, non si depositava uniformemente sulle matrici metalliche. Johannes Gutenberg dovette quindi ricorrerere all'uso di oli che inizialmente erano addizionati all'inchiostro ferrogallico.
Le sue proprietà di relativa indelebilità lo resero di uso universale anche come “inchiostro di sicurezza” a causa della oggettiva difficoltà di eliminarlo totalmente dal supporto scrittorio anche tramite abrasione. La scoperta del potere sbiancante del cloro nel XVIII secolo permise di intervenire (seppure solo temporaneamente) sugli inchiostri ferrogallici che diventavano trasparenti a causa dell'azione riducente sul ferro del composto.
Per ovviare a quest'inconveniente la ditta Lehonardi mise a punto una formulazione per un inchiostro di sicurezza che accoppiava le proprietà del gallato di ferro a quelle di coloranti attivi in ambiente acido.
La diffusione di questo inchiostro nell'uso comune si ridusse fino a scomparire con l'introduzione di inchiostri di china (basati su pigmenti quindi) che non danneggiavano i pennini all'inizio del XX secolo e poi delle penne a sfera che impiegano un inchiostro grasso simile a quello tipografico.